# БРЕСТ (реактор)
БРЕСТ (рос. Быстрый Реактор Естественной безопасности со Свинцовым Теплоносителем) — російський проект реакторів на швидких нейтронах зі свинцевим теплоносієм, двоконтурною схемою відведення тепла до турбіни та використанням перегрітої пари. Проект реалізується у вигляді будівництва демонстраційного комплексу, що складається із заводів переробки ВЯП та фабрикації палива в замкнутому паливному циклі, та експериментального реактора БРЕСТ-ОД-300.